# Pedaços da Fome
Pedaços da Fome é um romance ficcional escrito por Carolina Maria de Jesus,  que aborda fome e miséria na cidade de São Paulo a partir de experiências vivenciadas pela própria autora.
Foi publicado em 1963, pela editora Aquila, sendo uma das cinco obras que a escritora brasileira publicou ainda em vida.

## Contexto
Três anos após o seu livro de maior sucesso, Quarto de Despejo, Carolina Maria de Jesus já havia se mudado da favela do Canindé e agora morava no bairro de Santana em São Paulo.
Decidiu então publicar por conta própria, arcando com os custos desta publicação, dois livros sendo o primeiro deles Pedaços da Fome. Fugindo do estilo de produção usual da autora até aquele momento, Pedaços da Fome é um romance ficcional, ao contrário de seus livros anteriores conhecidos por serem autobiográficos.
Segundo Audálio Dantas, jornalista que "descobriu" a escritora em 1958, a autora revelou que tanto Pedaços da Fome quanto o livro posterior Provérbios não geraram um bom retorno financeiro.

## Enredo
Em Pedaços da Fome Carolina Maria de Jesus conta a história de Maria Clara, uma jovem branca e rica moradora do interior de São Paulo, que impulsionada pelo amor após se apaixonar pelo jovem dentista Paulo, resolve se mudar para a cidade de São Paulo, com a promessa de uma vida melhor do que a que levava no interior, mesmo cercada dos cuidados de seu pai, um rico coronel da cidade.
Ao chegar em São Paulo porém, a jovem acaba vivendo em um cortiço em Guarulhos, em meio a uma comunidade pobre, muito distante daquilo que Paulo a oferecera. O livro explora a partir disso as dificuldades de Maria Clara, bem como as amizades que ela cria com as mulheres pobres e majoritariamente negras daquela comunidade, que se solidarizam com ela.